# كولن برانتون
كولن برانتون هو مخرج كندي، ولد في 31 يوليو 1955 في تورونتو في كندا.

## وصلات خارجية
- كولن برانتون على موقع IMDb (الإنجليزية)
- كولن برانتون على موقع ألو سيني (الفرنسية)
- كولن برانتون على موقع أول موفي (الإنجليزية)
- كولن برانتون على موقع قاعدة بيانات الفيلم (الإنجليزية)
- كولن برانتون على موقع كينوبويسك (الروسية)